# Mike Hughes (Stuntman)
Michael „Mike“ Hughes (* 9. Februar 1956; † 22. Februar 2020) war ein amerikanischer Stuntman, der 2002 den Weltrekord des weitesten Sprungs mit einer Limousine aufstellte.
Hughes stammte aus Oklahoma City und begann mit 12 Jahren, Motorradrennen zu fahren, was er nach eigener Aussage ab 1974 professionell tat. Ab 1994 lebte er in Las Vegas und arbeitete unter anderem als Chauffeur.
Später begann Hughes unter der Selbstbezeichnung „größter Draufgänger der Welt“ waghalsige Stunts auszuführen. 2002 stellte er auf einer Rennstrecke in Perris den Weltrekord des längsten Sprungs mit einer Limousine von einer Rampe auf. Das Lincoln Town Car landete nach einem Flug von 31 Metern. Damit brach er seinen eigenen Rekord von knapp 23 Metern, den er zuvor in Las Vegas aufgestellt hatte. 2003 versuchte er vergeblich, seinen Rekord erneut zu überbieten.

## Durchgeführte Raketenflüge
Im Jahr 2014 begann Hughes, Flüge mit selbstgebauten Raketen durchzuführen. Er kam beim 3. und letzten Flug ums Leben, weil der Fallschirm beim Start seiner Rakete zerstört wurde.
| Datum (WZ) | Gipfelhöhe | Bemerkung                              |
| ---------- | ---------- | -------------------------------------- |
| 30.1.2014  | 0,419 km   | Mike Hughes wurde verletzt             |
| 24.3.2018  | 0,572 km   |                                        |
| 22.2.2020  |            | Mike Hughes kam beim Absturz ums Leben |